# フアン・デル・カンポ
フアン・デル・カンポ・エルナンデス（スペイン語: Juan del Campo Hernández、1994年6月28日 - ）は、スペイン・バスク州ビスカヤ県ビルバオ出身のスキー選手（アルペンスキー）。2018年平昌オリンピックの大回転と回転に出場した。

## 経歴
バスク州ビスカヤ県ビルバオ出身。
2014年3月に開催されたスペイン選手権では、大回転で2位、スーパー大回転で4位となり、回転で途中棄権した。2015年3月に開催されたスペイン選手権では、スーパー大回転で1位となり、回転で5位となり、大回転で途中棄権した。2016年3月に開催されたスペイン選手権では、回転で1位となり、大回転で途中棄権した。2017年2月にはスイスのサンモリッツで開催されたアルペンスキー世界選手権に参加し、大回転では35位、回転では途中棄権した。2017年4月に開催されたスペイン選手権では、スーパー大回転で3位、大回転で5位となった。
2018年2月には韓国の平昌で開催された2018年平昌オリンピックに参加し、大回転と回転に出場した。大回転では予選1回目に52.07で39位となり、予選2回目は途中棄権した。回転では予選1回目・予選2回目とも途中棄権した。

## 成績

### 冬季オリンピック
| シーズン | 日付 | 場所          | 種目   | 順位 |
| -------- | ---- | ------------- | ------ | ---- |
| 2018     | 平昌 | 2018年2月18日 | 大回転 | 39位 |
| 2018     | 平昌 | 2018年2月22日 | 回転   | 棄権 |